# Waltheof
Waltheof, conde de Northumbria (m. 31 de mayo de 1076), fue el último de los condes anglosajones y el único aristócrata inglés ejecutado durante el reinado de Guillermo el Conquistador.

## Primeros años
Waltheof fue el segundo hijo de Siward de Northumbria. Su madre era Aelfflaed, hija de Ealdred de Bernicia, hijo de Uhtred, conde de Northumbria. En el año 1054, el hermano de Waltheof, Osbearn, que era mucho mayor que él, murió en combate, lo que convirtió a Waltheof en heredero de su padre. Siward murió en 1055, y, siendo Waltheof demasiado joven como para sucederle como conde de Northumbria, el Rey Eduardo nombró conde a Tostig Godwinson.
Se dice que Waltheof era devoto y caritativo, y probablemente fue educado para la vida monástica. Alrededor de 1065, sin embargo, se convirtió en conde, gobernando en Northamptonshire y Huntingdonshire. Tras la batalla de Hastings se sometió a Guillermo, que le permitió mantener sus posesiones y su título anteriores a la conquista. Permaneció en la corte de Guillermo hasta 1068.

## Primera revuelta
Cuando Svend II invadió el norte de Inglaterra en 1069, Waltheof y Edgar Aetheling se unieron a los daneses y participaron en el ataque a York. Volvería a someterse a Guillermo tras la partida de los invasores en 1070. Recuperó su condado y se casó con la sobrina de Guillermo, Judith de Lens. En 1072, fue nombrado conde de Northampton.
El Libro de Domesday menciona a Waltheof ("Walleff"): "'En Hallam ("Halun"), una mansión con sus dieciséis aldeas, son veinte y nueve carucates [~14 km²] que gravar. Allí, el conde Waltheof tenía un "Aula" [sala o corte]. Puede que haya una veintena de arados. Esta tierra la administra Roger de Busli de la Condesa Judith." (Hallam, o Hallamshire, es ahora parte de la ciudad de Sheffield)
En 1072, William expulsó a Gospatric del condado de Northumbria. Gospatric era primo de Waltheof y había atacado York junto a él, siendo igualmente indultado por Guillermo. Gospatric partió al exilio y Guillermo nombró conde a Waltheof. Bajo su mando se inició la construcción del Castillo de Durham en 1072, después de que recibir órdenes del rey. El castillo sería ampliado de manera significativa por el Obispo William Walcher y sus sucesores en los años posteriores.
Waltheof tenía muchos enemigos en el norte. Entre ellos, la familia que había asesinado a un bisabuelo materno de Waltheof, Uhtred el Audaz, y a su abuelo Ealdred, en una disputa de sangre que venía de lejos. En 1074, Waltheof emboscó a la familia rival causando la muerte de dos de los cuatro hermanos mayores.

## Segunda revuelta y muerte
En 1075 Waltheof se unió a la Rebelión de los Condes en contra de Guillermo. Sus motivos para tomar parte en la revuelta no están claras, como tampoco lo está hasta cuanto se implicó. Sin embargo, se arrepintió y confesó su culpa ante el arzobispo Lanfranco y, luego al propio Guillermo, que en aquel momento estaba en Normandía. Regresó a Inglaterra con Guillermo, pero fue arrestado, llevado dos veces ante el rey y condenado a muerte.
Pasó casi un año encarcelado antes de ser decapitado el 31 de mayo de 1076 en la colina de Saint Giles, cerca de Winchester. Se dice que pasó esos meses en oración y en ayuno. Muchas personas creyeron en su inocencia y se sorprendieron ante la ejecución. Su cuerpo fue inicialmente lanzado a una fosa, pero más tarde fue recuperado y enterrado en el capítulo de la abadía de Crowland en el condado de Lincolnshire.
Un poeta nórdico, Þorkell Skallason, compuso un poema en homenaje a Waltheof - Valþjófsflokkr. Dos estrofas de este poema se conservan en la Heimskringla, Hulda-Hrokkinskinna y, parcialmente, en Fagrskinna. La primera de las dos estrofas dice que Waltheof hizo arder a un centenar de seguidores de Guillermo -"una noche tórrida de los hombres"- y que los lobos devoraron los cadáveres de los normandos. La segunda dice que Guillermo traicionó a Waltheof y lo mandó matar.

## Culto de martirio

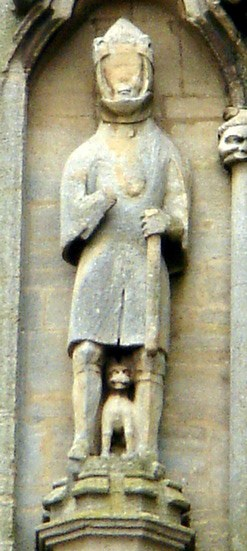
Estatua identificada tradicionalmente como Waltheof, en la abadía de Croyland, fachada occidental de la nave en ruinas, cuarto nivel.

En 1092, tras un incendio en la sala capitular, el abad hizo trasladar los restos de Waltheof a un lugar prominente en la iglesia de la abadía. Cuando el ataúd fue abierto, se informó que el cadáver fue encontrado intacto, con la cabeza cortada reunida al tronco. Esto fue considerado como un milagro, y la abadía, que tenía interés financiero, comenzó a difundirlo. Como resultado, los peregrinos comenzaron a visitar la tumba de Waltheof, conmemorándose el 31 de agosto.
Años después comenzaron a reportarse milagros de curación en las cercanías de la tumba de Waltheof, frecuentemente relacionados con la recuperación de la visión, que son descritos en la Miracula Sancti Waldevi. La vida de Waltheof se convirtió de este modo en un tema popular, conservándose relatos heroicos, pero inexactos, en la Vita et Passio Waldevi comitis, la saga escrita en Inglés Medio Waltheof saga, perdida, y la Anglo-Normanda Waldef.

## Familia e hijos
En 1070 Waltheof se había casado con Judith de Lens, hija de Lambert II, conde de Lens y de Adelaida de Normandía, condesa de Aumale. Tuvieron tres hijos, la mayor de los cuales, Maud, aportó el condado de Huntingdon a su segundo marido, David I de Escocia, y otra, Adelise (Alice de Nothumbria) se casó con el noble anglo normando Raoul III de Tosny.
Uno de los nietos de Waltheof fue Waltheof (m. 1159), abad de Melrose.

## En la cultura popular
- Waltheof fue interpretado por Marcus Gilbert en la serie de televisión Blood Royal: William the Conqueror (1990).
- Waltheof es el tema de la novela histórica Of the Ring of Earls, escrita por Julieta Dymoke en 1970.
- Waltheof es un personaje principal en El Manto de Invierno, novela escrita por Elizabeth Chadwick en 2002.
- Waltheof es un personaje en la novela Sherwood, escrita por Parke Godwin en 1991.